# Huang Qiuyan
Huang Qiuyan (chinesisch 黃秋艷, Pinyin Huáng Qiūyàn; * 5. Januar 1980 in Bose) ist eine ehemalige chinesische Leichtathletin, die sich auf den Dreisprung spezialisiert hat.

## Sportliche Laufbahn
Erste internationale Erfahrungen sammelte Huang Qiuyan im Jahr 1997, als sie bei den Ostasienspielen in Busan mit einer Weite von 13,75 m die Bronzemedaille gewann. 2002 nahm sie erstmals an den Asienspielen ebendort teil und siegte auf Anhieb mit 14,28 m. Im Jahr darauf schied sie bei den Hallenweltmeisterschaften in Birmingham mit 13,23 m in der Qualifikation aus und anschließend erreichte sie bei den Weltmeisterschaften nahe Paris mit 13,98 m Rang 13. Bei den Asienmeisterschaften in Manila siegte sie mit neuem Meisterschaftsrekord von 14,39 m und daraufhin siegte sie mit 13,50 m bei den Afro-Asiatischen Spielen in Hyderabad. 2004 schied sie bei den Hallenweltmeisterschaften in Budapest mit 14,24 m in der Vorrunde aus, qualifizierte sich aber dennoch für die Olympischen Spiele in Athen, bei denen sie mit 14,33 m im Finale den zwölften Platz belegte. 2005 wurde sie bei den Weltmeisterschaften in Helsinki mit 14,21 m Neunte und gewann anschließend bei den Asienmeisterschaften in Incheon mit einem Sprung auf 13,75 m die Bronzemedaille hinter ihrer Landsfrau Xie Limei und Anastasiya Juravlyeva aus Usbekistan, ehe sie bei den Ostasienspielen in Macau mit 14,08 m die Goldmedaille gewann. 2008 beendete sie in Hangzhou ihre sportliche Karriere im Alter von 28 Jahren.
In den Jahren von 2002 bis 2005 wurde Huang chinesische Meisterin im Dreisprung im Freien sowie 1998 in der Halle.

## Persönliche Bestleistungen
- Dreisprung: 14,72 m (+1,8 m/s), 17. November 2001 in Guangzhou
  - Dreisprung (Halle): 14,40 m, 10. März 2002 in Shanghai (chinesischer Rekord)